# 陸軍一號

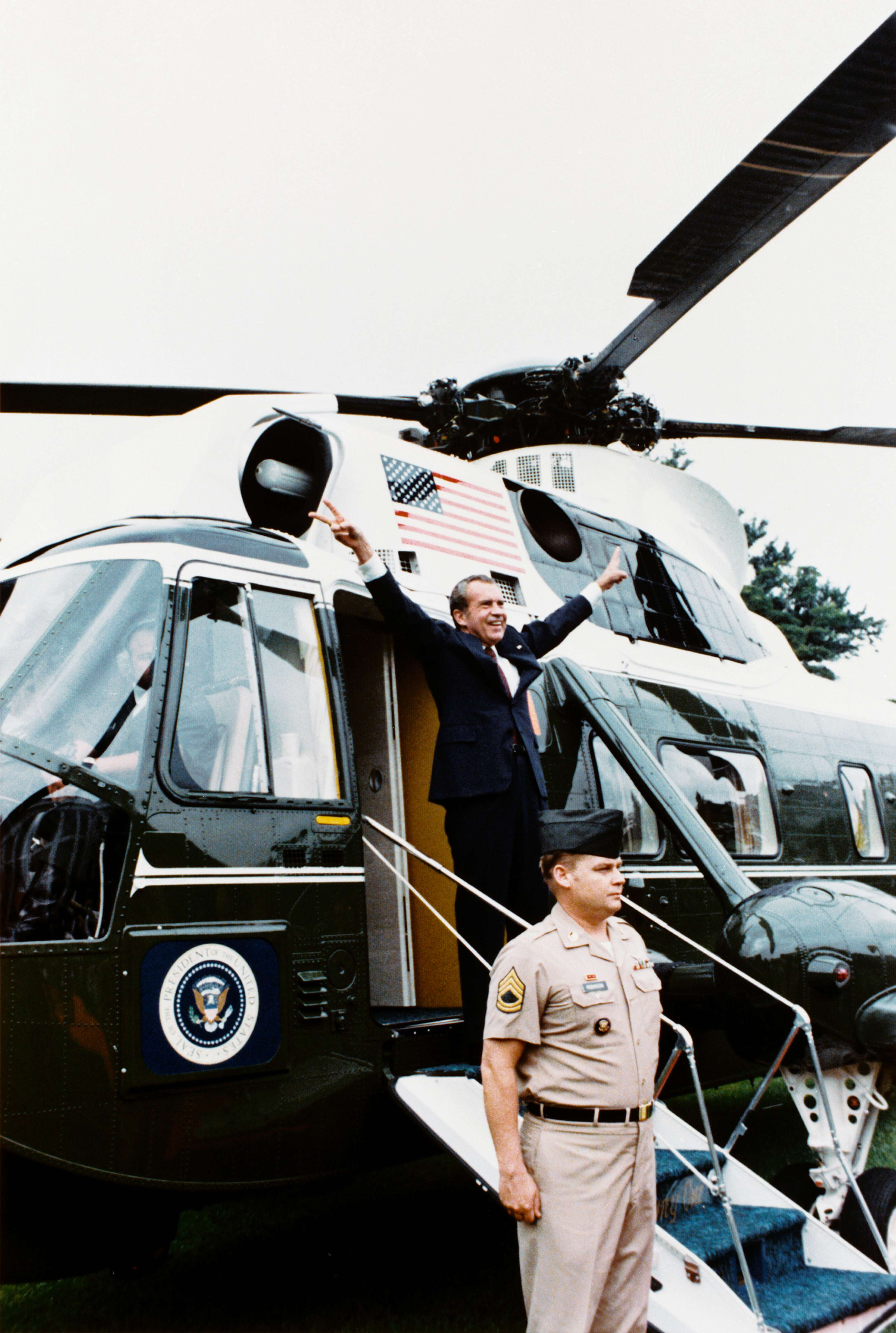
位于陆军一号上的尼克松总统

陆军一号（Army One）是指搭载美国总统的美国陆军飞机的无线电台呼号。
1957年至1976年间通常都由陆军直升机搭载总统，用于国内短途旅行。1976年后陆军与美国海军陆战队共同承担此任务，直至后来海军陆战队的海军陆战队一号完全取代了陆军一号的职责。

## 副總統專機
相应地，搭载美国副总统的陆军飞机的呼号为陆军二号（Army Two）。